# 링가옌만
링가옌만(Lingayen Gulf)은 필리핀 루손섬 서부에 위치한 일로코스 지방의 팡가시난주, 라우니온주에 있는 만이다. 길이는 약 37 km, 깊이는 약 56 km로 만 서쪽에 떠 있는 산티아고섬과 동쪽의 도시 산페르난도를 이어주는 선의 남쪽 지역을 가리킨다.

## 지리

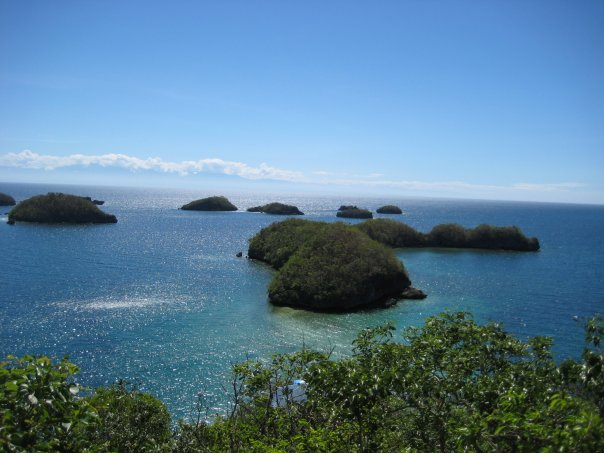
헌드레드 아일랜드 국립공원

링가옌만 입구는 북쪽을 향하고 있어 남중국해에 연결되어 있다. 만은 삼발레스산맥과 코르딜레라 센트럴 사이에 있으며, 남서쪽으로 아그노강이 따른다. 링가옌만 안쪽에는 많은 섬이 있는 헌드레드 아일랜드 국립공원이 유명하다. 만 내는 대형 선박의 기항에 적합한 양항을 지니고 있다.
만에 접한 도시로는 팡가시난주의 주도 링가옌이나 다구판, 산페르난도, 아라미노스 등이 있다. 마닐라와 링가옌만 지역을 연결하는 철도인 국도3호선이 개통한 이후 과거에 번성했던 다구판, 수알 등 항구 도시는 점점 쇠퇴해 갔다.
링가옌만의 주요 산업은 어업과 제염이다.

## 역사
스페인 선박의 내항 이전 링가옌 만은 중국 상인과의 교역의 장이었다. 1590년에 건설된 다구판은 링가옌만 일대에서 최대의 도시로 발전하였다.
미국-필리핀 전쟁에서는 1899년 11월 11일의 산하신토 전투의 무대가 된다.
제2차 세계 대전에서 1941년 12월 22일에 혼마 마사하루가 지휘하는 일본군이 루손섬을 침공할 때 링가옌만에 상륙했다. 1945년 1월 9일 더글러스 맥아더가 지휘하는 미군이 루손섬을 진공할 때도 링가옌만에 상륙하였다.(링가옌만 상륙, 1945년 1월 6일~1월 9일) 또한 이후 ‘다이에이’(The Daiei, Inc.)를 창업하는 이사오 나카우치는 링가옌만 침공전에 하사관으로 참여했다.